# Ézanville
Ézanville – miejscowość i gmina we Francji, w regionie Île-de-France, w departamencie Dolina Oise.
Według danych na rok 1990 gminę zamieszkiwały 9153 osoby, a gęstość zaludnienia wynosiła 1764 osób/km² (wśród 1287 gmin regionu Île-de-France Ézanville plasuje się na 247. miejscu pod względem liczby ludności, natomiast pod względem powierzchni na miejscu 663.).